# Aufklärung jetzt
Aufklärung jetzt. Für Vernunft, Wissenschaft, Humanismus und Fortschritt. Eine Verteidigung (Original: Enlightenment Now: The Case for Reason, Science, Humanism, and Progress) ist ein 2018 erschienenes Buch von Steven Pinker. Darin argumentiert er mit Hilfe verschiedener Statistiken, dass die im Titel genannten Werte der Aufklärung für Fortschritt gesorgt haben und betont die Rolle kognitiver Psychologie in der Anerkennung dieser Veränderung. Aufklärung jetzt ist die Fortsetzung des 2011 erschienenen Buches Gewalt: Eine neue Geschichte der Menschheit.

## Zusammenfassung
Laut Steven Pinker ist die Ansicht, die Welt sei in einer furchtbaren Verfassung, weitverbreitet. Für manche sei 2016 das „schlimmste Jahr überhaupt“ gewesen und begründe das Ende des Liberalismus. Pinker jedoch argumentiert, dass sich das Leben der meisten Menschen verbessert hat und identifiziert dazu 15 Indikatoren für menschliches Wohlbefinden. Darunter befindet sich beispielsweise die Erkenntnis, dass Menschen länger und gesünder leben als jemals zuvor. Obwohl Umfragen darauf hindeuten, dass die Angst vor Terrorismus in den Vereinigten Staaten von Amerika weit verbreitet ist, argumentiert Pinker, dass die Wahrscheinlichkeit bei einem Autounfall zu sterben 3000 mal höher sei. Wie in seinem vorherigen Buch schreibt er die meisten Verbesserungen der Verbreitung des liberalen Humanismus und der wissenschaftlichen Vernunft zu, die sich zuerst im Europa des 17. und 18. Jahrhunderts andeuteten.
Pinker argumentiert, dass ökonomische Ungleichheit an sich keine Facette menschlichen Wohlbefindens sei und zitiert eine Studie die nahelegt, dass – zumindest in ärmeren Ländern – Ungleichheit nicht mit Unzufriedenheit zusammenhängt. Ebenso argumentiert er, dass ökonomische Ungleichheit zwischen Ländern insgesamt sinke und Ärmere selbst in Ländern mit zunehmender ökonomischer Ungleichheit von Wachstum und technologischer Innovation profitieren. Kritiker argumentieren, dass die Erhöhung sozialer Mobilität an sich und unabhängig von der Beseitigung von Armut ein wichtiges und legitimes Ziel sei.
Themen wie nukleare Aufrüstung schreibt Pinker der Gegenaufklärung zu. Wissenschaftler, die am Manhattan-Projekt beteiligt waren, hätten dies getan, um Hitler zu bekämpfen. Pinker hält es für möglich, dass Atombomben ohne den Nationalsozialismus nie entwickelt worden wären. Kritiker hingegen argumentieren, dass Wissenschaft keine immanenten ethischen Werte habe. Obwohl wissenschaftlicher Fortschritt befreiend sei, so habe er auch bedrohende Tendenzen, da er den Spielraum menschlicher Möglichkeiten massiv erweitere. Pinker äußert Bedenken bezüglich eines potentiellen Aussterbens der Menschheit aufgrund atomarer Vernichtung sowie des Klimawandels, sieht existentielle Bedrohungen jedoch als „nutzlose Kategorie“ an, da das Verbreiten von Angst die menschliche Zukunft weniger sichere als sie bedrohe. Pinker steht der Idee, dass künstliche Intelligenz eine existentielle Bedrohung darstellt, kritisch gegenüber.
Das Buch endet mit drei Kapiteln, die eine Verteidigung dessen darstellen, was Pinker als Werte der Aufklärung ansieht: Vernunft, Wissenschaft und Humanismus. Dabei argumentiert er, dass diese Werte durch religiösen Fundamentalismus, political correctness und postmoderne Philosophie bedroht seien. In einem Interview über das Buch, veröffentlicht in Scientific American, verdeutlicht Pinker, dass es sich bei seinem Werk nicht nur um einen Ausdruck von Hoffnung handelt. Es soll dokumentieren, wie viel die Menschheit bisher erreicht hat und was sie verlieren könnte, sollten diese Werte aufgegeben werden.

## Vermarktung
Im Januar 2018 lobte Bill Gates Aufklärung jetzt in einem Tweet und nannte es „sein absolutes Lieblingsbuch aller Zeiten“. Obwohl er grundlegend den technologischen Optimismus Pinkers teile, warnte er dennoch vor der potentiellen Gefahr durch künstliche Intelligenz.
Als Reaktion auf Gates’ Lob und das gestiegene Leserinteresse verschob Viking Press das Veröffentlichungsdatum des Buches vom 27. Februar 2018 auf den 13. Februar 2018.

## Rezeption
In Spektrum nannte Donata von Bistram Aufklärung jetzt eine „intensive, fundierte und interdisziplinäre Auseinandersetzung mit dem Thema. Wegen der komplizierten Sprache und der Informationfülle ist es keine leichte Kost, lohnt die Lektüre aber.“
Die New York Times beschrieb das Buch als „ein exzellentes Buch, klar geschrieben, aktuell, gefüllt mit Daten und eloquent in seinem Lob des rationalen Humanismus, der – wie sich herausstellt – tatsächlich ganz cool ist.“ Der Economist stimmte Pinkers Annahme zu, dass „es wahrscheinlich ist, dass die Welt weiterhin besser werden wird.“
In Deutschlandfunk Kultur bezeichnete Arno Orzessek Pinkers Buch als „unterhaltsam“ und ein „wirksames Gegengift gegen Defätismus und ‚Negativitätsverzerrung‘“. Nichtsdestotrotz sei es „im Kern dogmatisch“, da es in allem eine Wende zum Guten sehe.

## Deutsche Ausgabe
Die deutsche Übersetzung erschien 2018 beim S. Fischer Verlag und wurde von Martina Wiese übersetzt.